# Карун (озеро)
Кару́н (араб. بحيرة قارون‎, древнеегипетское Ми-ур, или Мер-ур, древнегреческое название — Меридово озеро) — солёное озеро в Египте, на территории Файюмского оазиса (мухафаза Эль-Файюм).
Находится на уровне 45 м ниже уровня моря. Площадь около 233 км².
Современное озеро Карун является остатком крупного озера, располагавшегося на этом же месте и имевшего площадь от 1270 до 1700 км². Изначально это было обширное водное пространство, которое постепенно высыхало по до сих пор неизвестным причинам (геологический обвал, инфильтрация, сильное испарение из-за потепления климата и т. д.).

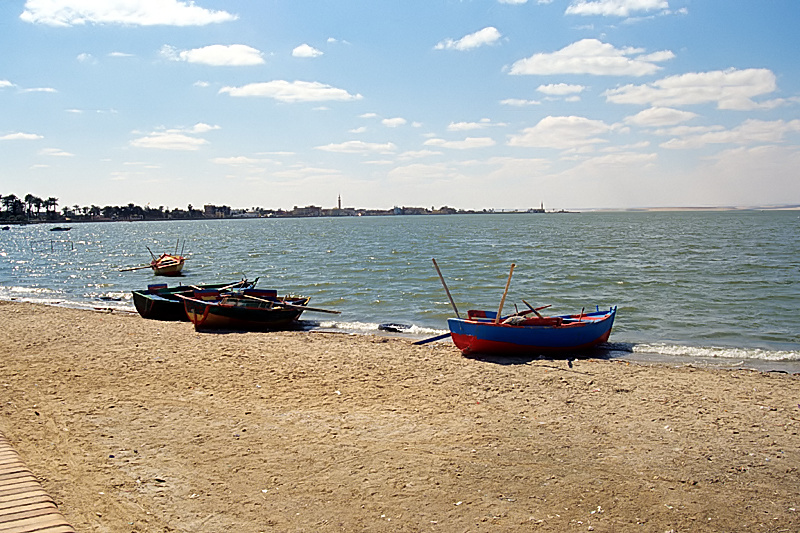
Лодки на озере Карун, 2003 год

Уже в период Древнего царства Меридово озеро, будучи пресноводным, использовалось в целях ирригации, но уже в те времена уровень воды понизился настолько, что Аменемхет I (XII династия) провёл ирригационно-дренажные работы, в результате которых вода поднялась до нынешнего уровня.
При фараоне Аменемхете III часть озера осушили, и оно было превращено в искусственный водоём, соединенный с Нилом каналом Юсуф (середина XIX века до н. э.).
История самого оазиса Эль-Файюм (Fa-Youm — (копт.) озеро, море) неразрывно связана с этим озером, ведь на его берегах в большом количестве водились крокодилы, а жители обожествляли их, поэтому греки назвали находившийся здесь город Крокодилополь.
В 1950-х годах была предпринята попытка восстановления озера, однако у пустыни не удалось отвоевать когда-то плодородные земли. Содержание соли, сильно колеблющееся в разных местах, делает воду непригодной для полива. По мере приближения к озеру буйная растительность уступает место мрачной пустоши, а северный берег представляет собой пустыню.
Берега богаты птицами, недалеко располагается стоянка бедуинов.